# Vita Sackville-West

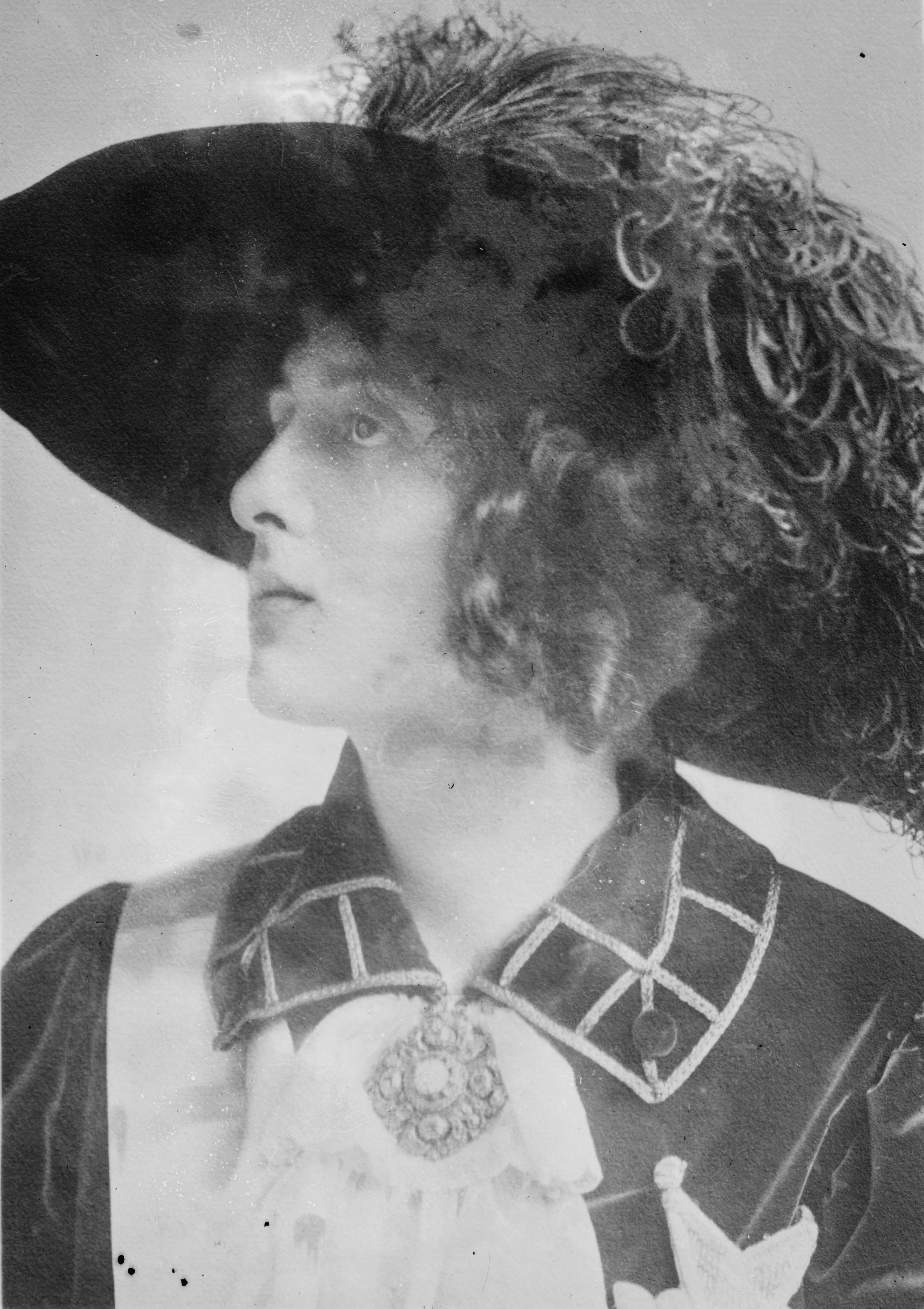
Vita Sackville-West, zwischen 1910 und 1915

Victoria Mary Sackville-West, Lady Nicolson (genannt Vita; * 9. März 1892 auf Knole House, Sevenoaks, Kent; † 2. Juni 1962 auf Sissinghurst Castle) war eine englische Schriftstellerin und Gartengestalterin. Sie ist auch durch ihre Beziehung mit der Schriftstellerin Virginia Woolf bekannt geworden, der sie als Vorbild für den Roman Orlando diente. Als Tochter eines Barons trug sie das Höflichkeitsprädikat The Honourable (kurz The Hon.). Durch Ehe mit einem Knight wurde sie später Lady Nicolson. Sie erhielt 1926 und 1933 den Hawthornden-Preis.

## Leben

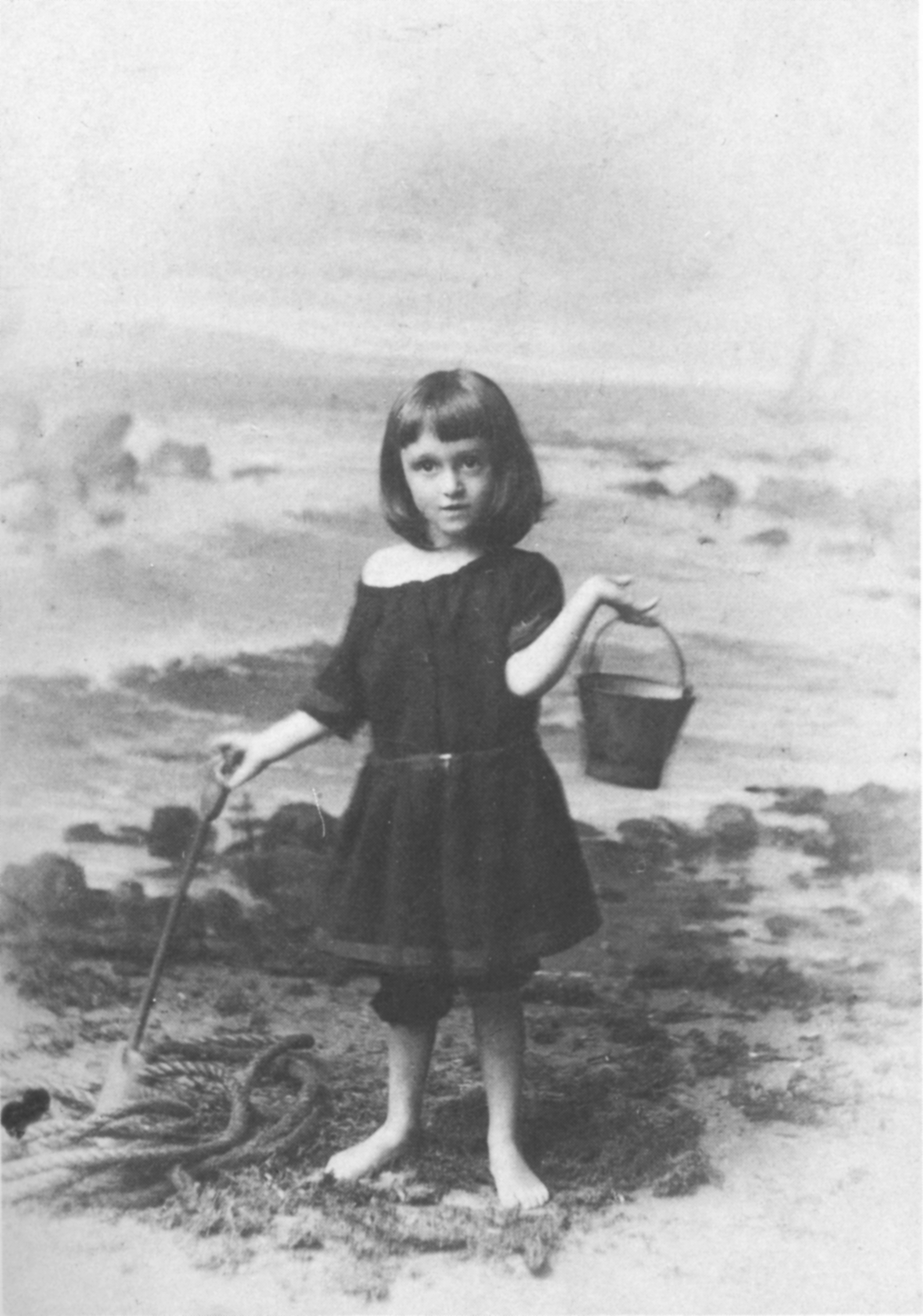
Vita als Kind in den späten 1890er Jahren

Vita Sackville-West wurde 1892 als einziges Kind von Lionel Edward Sackville-West, 3. Baron Sackville, und Victoria Josepha Dolores Catalina Sackville-West auf dem Familiensitz Knole House in Kent geboren. Ihre Mutter war die illegitime Tochter des 2. Baron Sackville, Lionel Sackville-West, mit der Tänzerin Pepita de Oliva. Vitas Vater war der Cousin seiner Ehefrau, und als nächster legitimer männlicher Verwandter seines Schwiegervaters erbte er dessen Titel und Besitz.
Im Alter von elf Jahren schrieb das auffallend große, schlaksige und burschikose Mädchen seine erste Ballade. Allein zwischen 1906 und 1910 folgten acht Novellen und fünf Theaterstücke.

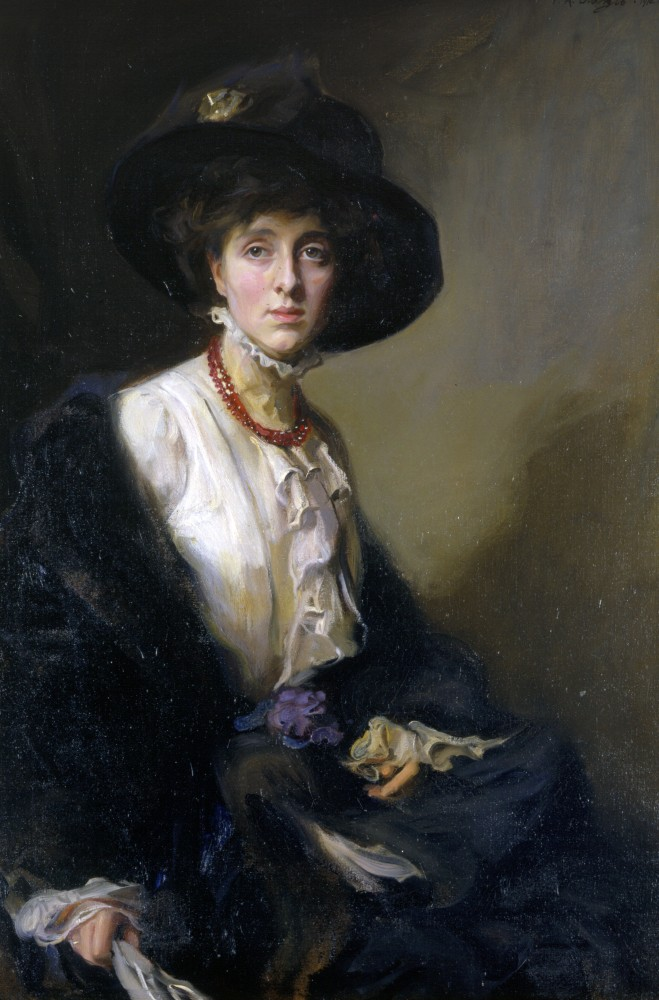
Philip Alexius de László: Lady Vita Sackville-West, Öl auf Leinwand, 1910

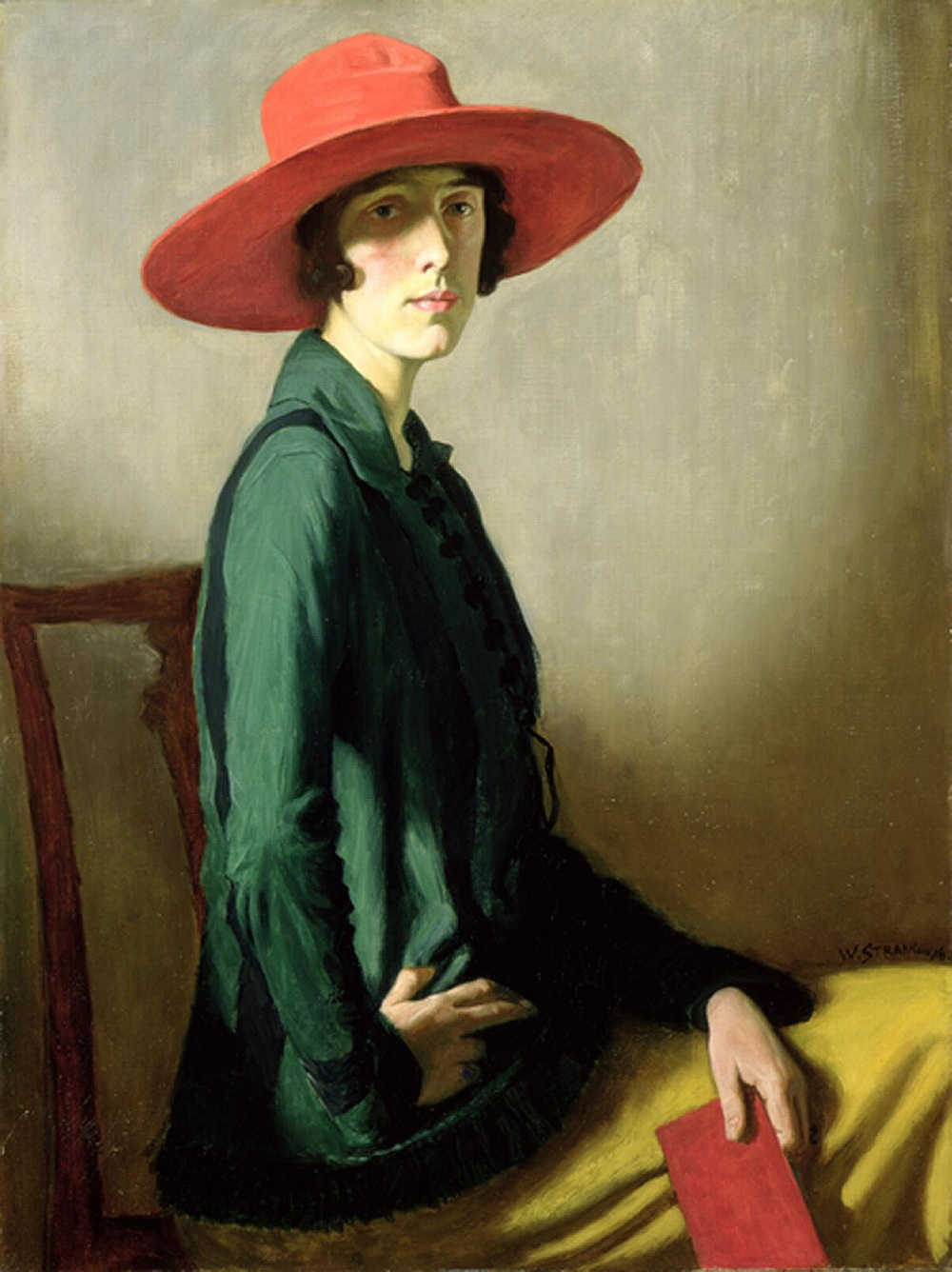
Lady in a Red Hat – Vita Sackville-West. Gemälde von William Strang, 1918

1913 heiratete Vita den Diplomaten und Kritiker Hon. Harold Nicolson, Sohn von Arthur Nicolson, 1. Baron Carnock. Die Verlobung hatte im Sommer 1913 stattgefunden; Nicolson hatte sie zuvor während eines Prozesses ständig in den Gerichtssaal begleitet.
Seit Harold Nicolson 1953 zum Knight Commander des Royal Victorian Order geschlagen wurde, trug sie als dessen Gattin den Höflichkeitstitel Lady Nicolson. Mit ihm hatte sie zwei Kinder: Benedict und Nigel. Im Jahr 1928 starb ihr Vater, sie konnte jedoch Knole House nicht erben, da die männliche Erbfolge galt. Lange Zeit lebte das Ehepaar in Persien, bevor sie nach England zurückkehrten, um sich zunächst auf dem Anwesen Long Barn in der Nähe von Sevenoaks in Kent und 1930 auf Sissinghurst Castle in Kent niederzulassen. Das Ehepaar restaurierte Sissinghurst liebevoll. Schon zuvor hatte Vita ihr Talent für die Gartengestaltung entdeckt, der sie einige Bücher widmete und die den Garten von Sissinghurst bis heute zu einer besonderen Sehenswürdigkeit werden ließ.

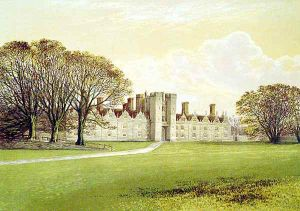
Knole House im Jahr 1880

Die Ehe der Nicolsons war dauerhaft. Dass beide mehrere aufeinanderfolgende gleichgeschlechtliche Beziehungen hatten und keinen Hehl daraus machten, war weder für Vita noch für Harold ein Hindernis für echte Nähe zueinander. Eine Beziehung mit tiefen und lang anhaltenden Auswirkungen war die zu der Schriftstellerin Violet Trefusis. Von 1918 an flüchtete sie mit ihr mehrmals – meistens nach Frankreich, wo sie sich als Mann verkleidete, wenn sie ausgingen. Vita schrieb einen autobiografischen Bericht über diese Zeit, der später von ihrem Sohn Nigel Nicolson als Portrait einer Ehe 1973 herausgegeben wurde. Auch Vitas Novelle Challenge bezeugt diese Affäre. Vita und Violet hatten dieses Buch als gemeinschaftliches Unterfangen zu schreiben begonnen.

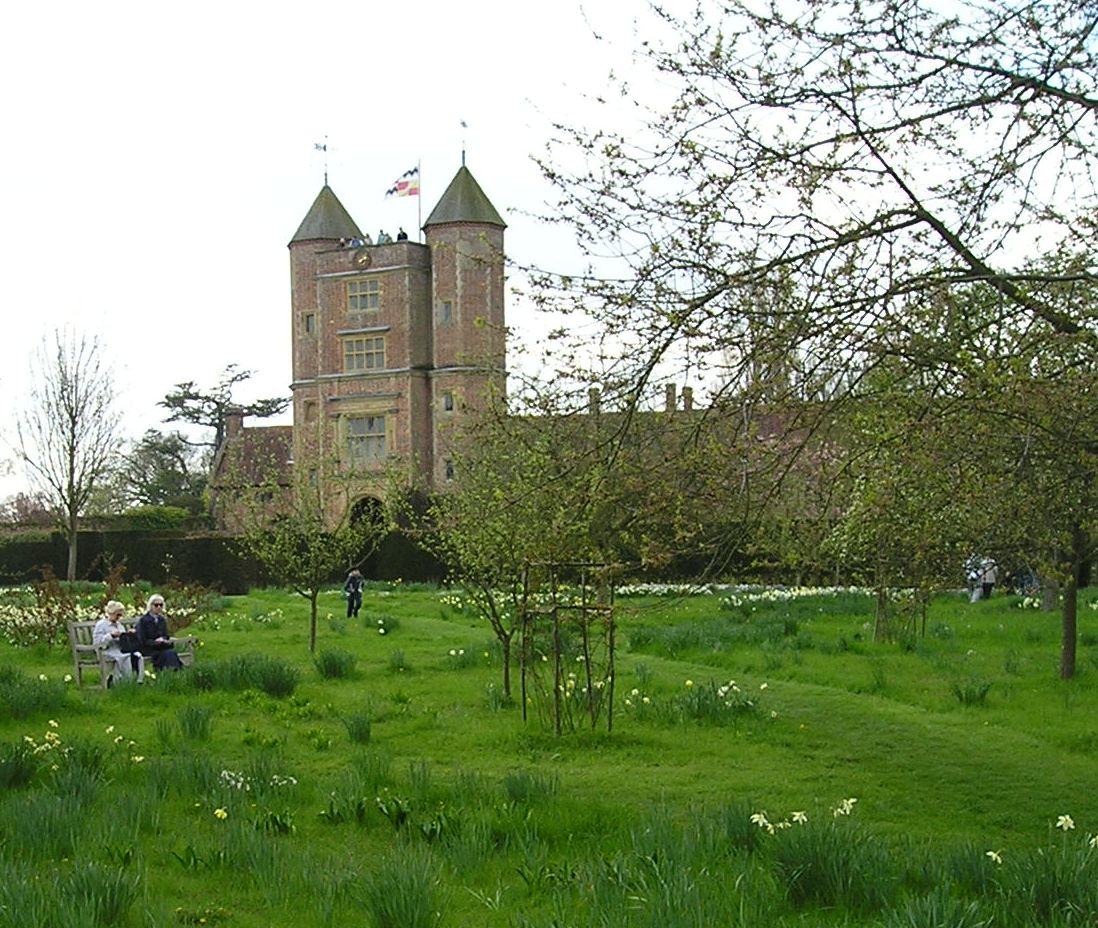
Sissinghurst Castle

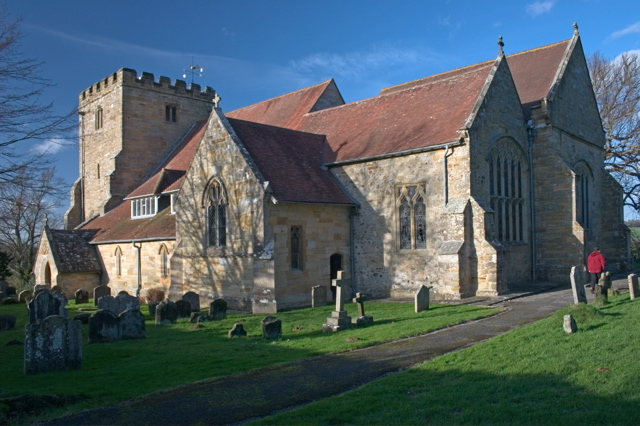
Pfarrkirche St Michael and All Angels in Withyham, East Sussex

Eine große Bedeutung hatte auch ihre tiefe Freundschaft mit der zehn Jahre älteren Virginia Woolf, die Mitte der 1920er Jahre begann und bis zu Virginia Woolfs Suizid im Jahr 1941 andauerte. Die Freundschaft war von großer Zuneigung und gegenseitiger Bewunderung geprägt, und zumindest zeitweise auch sexueller Natur. Virginia Woolfs Roman Orlando, der 1928 erschien, gilt als deren Liebeserklärung an Vita. Für die Hauptfigur Orlando war Vita Inspiration und Vorlage. Die Beziehung der beiden ist die Grundlage des 2018 erschienenen Films Vita & Virginia.
Sie schrieb in ihrem Leben mehr als 50 Bücher, am bekanntesten aber sind ihre Romane The Edwardians, ein einfühlsames Porträt einer Gesellschaft, und All Passion Spent, eine Beschreibung einer normalen Ehe und des Älterwerdens. In ihrem Roman The Dark Island (1934; dt. 1998 als Heißkalte Flammen), der im Gegensatz zu ihren meisten Werken kein Publikumserfolg war, berührt Sackville-West mit der vorsichtigen Thematisierung von lesbischer Liebe und Sadismus zwei Tabuthemen, die sie unmittelbar persönlich betrafen, deren Benennung sie in ihren anderen Werken aber bewusst umging.
Anfang 1950 veröffentlichten Clifford Dyment und Vita Sackville-West Gedichte, die „nicht nur im Thema, sondern auch im Versmaß, im Rhythmus und im Wortlaut fast gleich sind“. Beide verzichteten auf Plagiatsvorwürfe; Dyment erklärte Reportern, dass „offenbar beide zu gleicher Zeit dieselbe Idee hatten“.
1947 wurde sie als Fellow in die Royal Society of Literature sowie 1948 als Member in den Order of the Companions of Honour aufgenommen.
Nach langem Krebsleiden starb Vita am 2. Juni 1962 auf Sissinghurst Castle. Ihre Asche wurde in der Gruft der Sackville-Familienkapelle der Pfarrkirche in Withyham, East Sussex, beigesetzt.
Sissinghurst Castle befindet sich heute im Besitz des National Trust. Der Garten ist mit jährlich ca. 160.000 Besuchern einer der am häufigsten besichtigten Gärten Englands.

## Rezeption
„In einem Roman ‚Schloß Chevron‘, der bei S. Fischer in Berlin erschienen ist, hatte Vita Sackville-West die Epoche der ‚Edwardians‘ anmutsvoll belebt. Ihr neues Buch ‚All Passion spent‘, das Tauchnitz jetzt in seine Reihe aufgenommen hat, ist noch zarter in der Farbengebung, von einer Anmut, die nur dort gedeihen kann, wo sich Kultur und dichterisches Feingefühl verbinden. Mit dem Pastellstift zeichnet Vita Sackville-West das Leben und das Sterben ihrer alten Lady Slane.“

„Vita Sackville West schildert in ihren ‚Edwardians‘ meisterhaft englische Dienstboten.“

## Werke (Auswahl)

### Gedichte
- Poems of West and East, 1917
- Orchard and Vineyard, The Bodley Head, London 1921
- The Land, William Heinemann, London 1926

### Romane
- Heritage, 1919
- Grey Wethers, William Heinemann, London 1923
- Challenge. Doran, New York 1923.
  - deutsch: Die Herausforderung. Übersetzt von Irmela Erckenbrecht, mit einem Nachwort von Nigel Nicolson. Fischer, Frankfurt am Main 1992, ISBN 3-596-10655-9.
- The Edwardians, The Hogarth Press, London 1930
  - deutsch:  Schloß Chevron. Übersetzt von Käthe Rosenberg und Hans B. Wagenseil, S.Fischer Verlag, Berlin 1931
- All Passion Spent, The Hogarth Press, London 1931
  - deutsch: Erloschenes Feuer. Übersetzt von Hans B. Wagenseil. Christian Wegner Verlag, Hamburg 1948; Neuausgabe unter dem Titel Unerwartete Leidenschaft, Berlin 2015
- Family History, The Hogarth Press, London 1932.
- Petita, Doubleday, Doran & Co. London 1937[8]
  - deutsch: Eine Frau von vierzig Jahren. Übersetzt von Theodor und Jutta Knust. Christian Wegner Verlag, Hamburg 1950
- The Dark Island, The Hogarth Press, London 1934.
  - deutsch: Heißkalte Flammen. Übersetzt von Inge Uffelmann und mit e. Nachwort von Ingrid von Rosenberg. Ullstein, Berlin 1998, ISBN 978-3-548-30424-3.

### Reiseliteratur
- Passenger to Teheran, The Hogarth Press, London 1926
  - deutsch: Eine Frau unterwegs nach Teheran. Eine Reiseerzählung. Übersetzt von Irmela Erckenbrecht. Fischer, Frankfurt am Main 1993, ISBN 3-596-11295-8

### Sonstige Arbeiten
- Knole and the Sackvilles. William Heinemann, London 1922.
- Seducers in Ecuador. The Hogarth Press, London 1924.
  - deutsch: Verführer in Ecuador, Limes Verlag, Wiesbaden 1946.
- Elite Englands. In: Die Bühne. Nr. 331. Wien Juli 1935, S. 6–9, 53–54 (Digitalisat). (Digitalisat Schluss; übersetzt von Hans B. Wagenseil)
- Tochter Frankreichs – Das abenteuerliche Leben der Anne Marie Louise d’Orleans, Herzogin von Montpensier. Übersetzt von Franziska Meister, Christian Wegner Verlag, Hamburg 1960
- Jeanne d’Arc, die Jungfrau von Orleans (1412–1431). Übersetzt von Hans B. Wagenseil, Christian Wegner, Hamburg 1937.
- Adler und Taube – eine Studie in Gegensätzen (die Heilige Theresa von Avila und die Heilige Thérèse de Lisieux). Mit einem Nachwort von Ingrid von Rosenberg, Ullstein, Berlin 1997.
- Die Ostergesellschaft. Ullstein, Berlin 1996.
- Mein Frühlingsgarten. Insel Verlag, Berlin 2019, ISBN 978-3-458-36392-7.
- Mein Garten im Sommer. Insel Verlag, Berlin 2019, ISBN 978-3-458-36413-9.
- Mein Herbstgarten. Insel Verlag, Berlin 2019, ISBN 978-3-458-36436-8.
- Mein Wintergarten. Insel Verlag, Berlin 2019, ISBN 978-3-458-36437-5.
- Kinderbuch: Eine Frau von Geist. Der geheimnisvolle Zauber des Puppenhauses von Königin Mary. Illustriert von Kate Baylay, Nachwort von Matthew Dennison. Aus dem Englischen von Isabelle Fuchs. Gerstenberg, Hildesheim 2018, ISBN 978-3-8369-2150-3.